# جيم إد براون
جيم إد براون (بالإنجليزية: Jim Ed Brown)‏ هو كاتب أغاني ومغني أمريكي، ولد في 1 أبريل 1934 في سباركمان في الولايات المتحدة، وتوفي في 11 يونيو 2015 في فرانكلين في الولايات المتحدة بسبب سرطان الرئة.

## وصلات خارجية
- جيم إد براون على موقع IMDb (الإنجليزية)
- جيم إد براون على موقع ميوزك برينز (الإنجليزية)
- جيم إد براون على موقع ديسكوغز (الإنجليزية)